# 諫早市立湯江小学校
諫早市立湯江小学校（いさはやしりつ ゆえしょうがっこう、Isahaya City Yue Elementary School）は、長崎県諫早市高来町三部壱（さんぶいち）にある公立小学校。

## 概要
歴史
1873年（明治6年）に「湯江小学校」として創立。2013年（平成25年）に創立140周年を迎えた。
校章
1963年（昭和38年）に校歌とともに制定。校名の「ゆ」の文字を図案化したものを背景にして、中央に「小」の文字を置いている。
校歌
1963年（昭和38年）に校章とともに制定。作詞は西平守功、作曲は木野普見雄による。歌詞は3番まであり、各番に校名の「湯江小学校」が登場する。
校区
「長崎県諫早市高来町」の後に「神津倉、三部壱、里、町名、法川、黒崎、小峰、善住寺、東平原、水ノ浦、溝口、山道、汲水、坂元、黒新田、泉、金崎」が続く地域（高来西部地区）。中学校区は諫早市立高来中学校。

## 沿革
- 1873年（明治6年）[2] - 湯江村と宇良村の共同で第五大学区長崎県管下第一中学区高来郡の小学校として「湯江小学校」が三部壱（地蔵橋きわ）に開校。
- 1874年（明治7年）11月 - 暴風のため校舎が倒壊する。湯江小学校は町名の民家を、宇良小学校は菩提寺庵跡を仮校舎とする。
- 1876年（明治9年）- 宇良小学校の校舎を新築。
- 1877年（明治10年）- 湯江小学校の校舎を前川橋の東側に新築し移転。犬木小学校[3]を統合。
- 1878年（明治11年）
  - 郡制の施行により、北高来郡に属することとなる。
  - 湯江・宇良・長里の3村が共同で三村組合学校を設立。宇良小学校を本校とし、湯江と長里に分校を設置。
- 1882年（明治15年）- 三村組合を継続し、湯江小学校を本校とし「公立初等湯江小学校」に改称。宇良と長里に分校を設置。
- 1884年（明治17年）- 校区の改定により、犬木地区の児童は小江小学校[4]に通学することとなる。
- 1886年（明治19年）6月 - 小学校令の施行により、三村組合を解消。「尋常宇良小学校」に改称。
  - 湯江小学校は廃止され、児童は一次的に小江小学校へ通学。その後、宇良小学校へ通学。
- 1888年（明治21年）
  - 4月 - 宇良村と湯江村の協議により、従来の校舎を廃止の上、下三部壱名に木造2階建ての校舎を新築し「尋常弘文小学校」に改称。この時の生徒数は165名。
  - この年 - 女児対象に裁縫科を設置。
- 1889年（明治22年）4月1日 - 町村制の施行により、湯江村と宇良村が合併し湯江村が発足。これにより、湯江村立の小学校となる。
- 1890年（明治23年）- 校舎を増築。深海・小江小連合秋季運動会を本村で実施。
- 1892年（明治25年）- 「弘文尋常小学校」に改称（「尋常」の位置が変わる）。
- 1893年（明治26年）- 小長井・湯江・小江三村組合湯江高等小学校（修業年限4年）を、湯江尋常小学校に併設。
- 1894年（明治27年）- 湯江高等小学校に農業科が設置される。
- 1897年（明治30年）7月 - 三村組合を解消し、「湯江尋常高等小学校」に改称。
- 1900年（明治33年）- 校舎を増築。
- 1903年（明治36年）- 長田・小江・湯江・小長井の4校高等科連合運動会を実施。
- 1907年（明治40年）5月16日 - 湯江農業補習学校を併設。
- 1908年（明治41年）- 小学校令の改正により、義務教育年限（尋常科の修業年限）が4年から6年に延長される（尋常科6年・高等科2年）。体操場を拡張。
- 1909年（明治42年）- 校地を拡張。
- 1911年（明治44年）- 高等科の実業教育を開始。
- 1912年（明治45年）- 校舎を増築。校地を拡張。
- 1915年（大正4年）- 校舎を増築。
- 1917年（大正6年）- 学校基本財産を寄付した松本松太郎と本田繁作2名の頌徳碑を建立。
- 1920年（大正9年）- 校舎を増築。大運動場が完成。
- 1930年（昭和5年）- 三角屋根の木造平屋建ての新校舎4棟が現在地に完成。
- 1935年（昭和10年）6月1日 - 青年学校令の施行により、併設の湯江実業補習学校が「湯江青年学校」に改称。
- 1940年（昭和15年）11月3日 - 湯江村が町制施行により湯江町となる。これにより湯江町立の小学校となる。
- 1941年（昭和16年）4月1日 - 国民学校令の施行により、「湯江町国民学校」に改称。尋常科を初等科に改める（初等科6年・高等科2年）。
- 1947年（昭和22年）4月1日 - 学制改革（六・三制の実施）が行われる。この年、湯江町PTAが発足。
  - 湯江町国民学校の初等科が改組され、「湯江町立湯江小学校」となる。
  - 湯江町国民学校の高等科と青年学校の普通科が改組され、「湯江町立湯江中学校[5]」（新制中学校）が発足。当初小学校に併設される。
- 1949年（昭和24年）5月 - 長崎県立諫早農業高等学校の湯江分校（昼間定時制・修業年限4年）が併設される。
- 1950年（昭和25年）- 児童数1,271名。
- 1951年（昭和26年）- 湯江中学校の校舎が完成したため、中学校・高校分校との併設を解消。
- 1956年（昭和31年）9月30日 - 湯江・小江・深海の3村が合併し高来町が発足。これにより「高来町立湯江小学校」に改称。
- 1963年（昭和38年）- 校章と校歌を制定。
- 1971年（昭和46年）- 体育館が完成。
- 1972年（昭和47年）- プールが完成。
- 1973年（昭和48年）- 運動場を拡張。
- 1977年（昭和52年）- 新校舎建設のため、3・4年生の教室を旧長崎県立諫早農業高等学校高来分校跡（現・とどろき体育館の所在地）に移転。
- 1978年（昭和53年）- 北側木造校舎2棟を解体し、新校舎建設を開始。
- 1979年（昭和54年）8月 - 鉄筋コンクリート造3階建ての新校舎が完成し、移転を完了。旧三角屋根の木造校舎を解体。
- 1980年（昭和55年）- 視聴覚室を設置。
- 1982年（昭和57年）- 運動場を整備。図書館を増設。
- 1983年（昭和58年）- 完全給食を開始。
- 1984年（昭和59年）- 太陽エネルギー灯を設置。
- 1986年（昭和61年）- 観察池を設置。
- 1998年（平成10年）- 普通教室・特別教室にインターフォンを設置。
- 1999年（平成11年）- パソコンを設置。
- 2003年（平成15年）- 校舎の大規模改修工事が完了。
- 2005年（平成17年）3月1日 - 市町村合併により「諫早市立湯江小学校」（現校名）に改称。
- 2006年（平成18年）- 焼き窯を設置。
- 2012年（平成24年）- 体育館の耐震工事が完了。

## アクセス
最寄りの鉄道駅
- JR九州 長崎本線 「湯江駅」

最寄りのバス停
- 長崎県交通局（長崎県営バス）「湯江駅前」バス停
  - かつては湯江駅前と轟の滝の間に路線バスが運行され、その間に「（湯江）小学校前」バス停があったが、現在は廃止されている。

最寄りの国道・県道
- 長崎県道136号多良岳公園線

## 周辺
- 諫早市役所高来支所（旧・高来町役場）
- 高来武道館
- とどろき体育館（旧・長崎県立諫早高等学校高来分校）
- 高来郵便局
- 十八親和銀行高来支店
- 諫早警察署高来警察官駐在所
- 川上神社
- 菩提寺
- カトリック湯江教会
- 湯江修道院

## 同名の小学校
- 島原市立湯江小学校（長崎県島原市）

## 関連事項
- 長崎県小学校一覧